# Ride-along
Als Ride-along bezeichnet man die Mitfahrt eines Zivilisten in einem Fahrzeug der Polizei, Feuerwehr oder des Rettungsdienstes. Die Mitfahrer sind unter anderem potenzielle Berufseinsteiger, Journalisten oder Personen, die anderweitig am Arbeitsalltag der Dienste interessiert sind.
Üblicherweise müssen die Personen über 18 Jahre alt und dürfen keine Vorstrafen haben oder in laufenden Verfahren beschuldigt sein. Im Jahr 1991 gelang es jedoch dem in Österreich verurteilten Mörder Jack Unterweger mittels seines österreichischen Presseausweises an einem Ride-along in Los Angeles teilzunehmen, wo kurz danach drei Prostituierte – mutmaßlich von Unterweger – ermordet wurden.
Ride-alongs werden in vielen Ländern angeboten, populär sind sie insbesondere in den Vereinigten Staaten.